# Métro de Lausanne
Le métro de Lausanne est l'un des systèmes de transport en commun desservant la ville suisse de Lausanne et son agglomération, dans le canton de Vaud. Exploité par les Transports publics de la région lausannoise (TL), il comporte deux lignes aux caractéristiques et aux histoires très différentes, totalisant près de 14 km. En 2024, le métro a transporté 51,3 millions de voyageurs.
La première ligne (M1) a été construite pour relier l'UNIL et l'EPFL au centre-ville et est en service depuis 1991. Il s'agit d'un métro léger qui est initialement apparenté à un tramway, en particulier par son premier nom commercial, Tramway du sud-ouest lausannois (TSOL). La seconde ligne (M2) a été construite pour relier le nord et le sud de la ville et est en service depuis 2008. Il s'agit d'un métro sur pneumatiques entièrement automatisé résultant de la transformation et du prolongement de l'ancienne ligne de chemin de fer à crémaillère Lausanne-Ouchy  ouverte en 1877, qui fut elle-même un funiculaire jusqu'en 1958, et fermée en 2006. Une troisième ligne (M3), qui reprendra les mêmes technologies que la seconde ligne, est en projet et devrait voir son premier tronçon inauguré à l'horizon 2031.
La desserte de Lausanne et de son agglomération est également assurée par d’autres moyens de transport en commun, parmi ceux-ci on peut citer : le chemin de fer Lausanne-Échallens-Bercher (LEB), le réseau express régional vaudois et onze lignes de trolleybus.
Le métro lausannois constitue le seul réseau de métro de la Suisse.

## Histoire
Le métro de Lausanne est né du regroupement de lignes aux caractéristiques et aux histoires différentes. L'historique qui suit remonte jusqu'aux origines de l'ancêtre de la ligne M2, le chemin de fer Lausanne-Ouchy.

### Le Lausanne-Ouchy

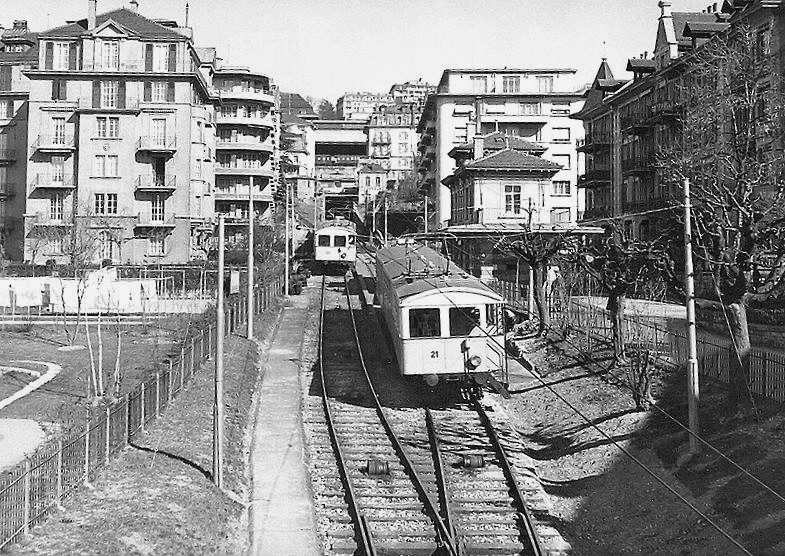
Le funiculaire Lausanne-Ouchy.

La création d'un chemin de fer urbain à Lausanne au cours du XIXe siècle a pour objectif de relier le port d'Ouchy à la gare de Lausanne ouverte en 1856 par l'Ouest-Suisse afin de faciliter le transport des marchandises entre les bateaux à vapeur naviguant depuis 1823 sur le Léman et le chemin de fer ; ce transbordement, rendu difficile par la géographie de la ville, est alors assuré à dos d'âne. Au cours de la seconde partie du XIXe siècle plusieurs projets voient le jour mais ne se concrétisent pas jusqu'aux années 1870 où un funiculaire voit le jour. Construit entre 1874 et 1877, il est inauguré le 16 mars 1877 et relie le port d'Ouchy au quartier du Flon en desservant la gare et est appelée le Lausanne-Ouchy ou LO,. Entre la gare et le Flon, une seconde ligne de funiculaire dite Lausanne-Gare ou LG est construite à partir de 1878 et est inaugurée le 5 décembre 1879. La ligne sera très vite surnommée la Ficelle, surnom qu'elle conservera même après sa transformation en train à crémaillère.
Dès 1896, la compagnie du Lausanne-Ouchy est concurrencée par le réseau de la Société des tramways lausannois pour la desserte d'Ouchy.
Dans les années 1950, le funiculaire arrive à bout de souffle et est transformé, en 1954 pour le Lausanne-Gare puis en 1958 pour le Lausanne-Ouchy, en chemin de fer à crémaillère,,,,. Durant cette même période, l'activité marchandise est déplacée à la gare de Lausanne-Sébeillon devenant la nouvelle gare marchandise de la ville, au détriment de la gare de Lausanne se concentrant sur le trafic voyageurs. Un nouveau traçé est construit le long des rues de Sébeillon et de Genève, traçé qui sera à son tour fermé le 28 décembre 1979, mettant fin au trafic marchandises sur le Lausanne-Ouchy.

### Le TSOL et le devenir du Lausanne-Ouchy

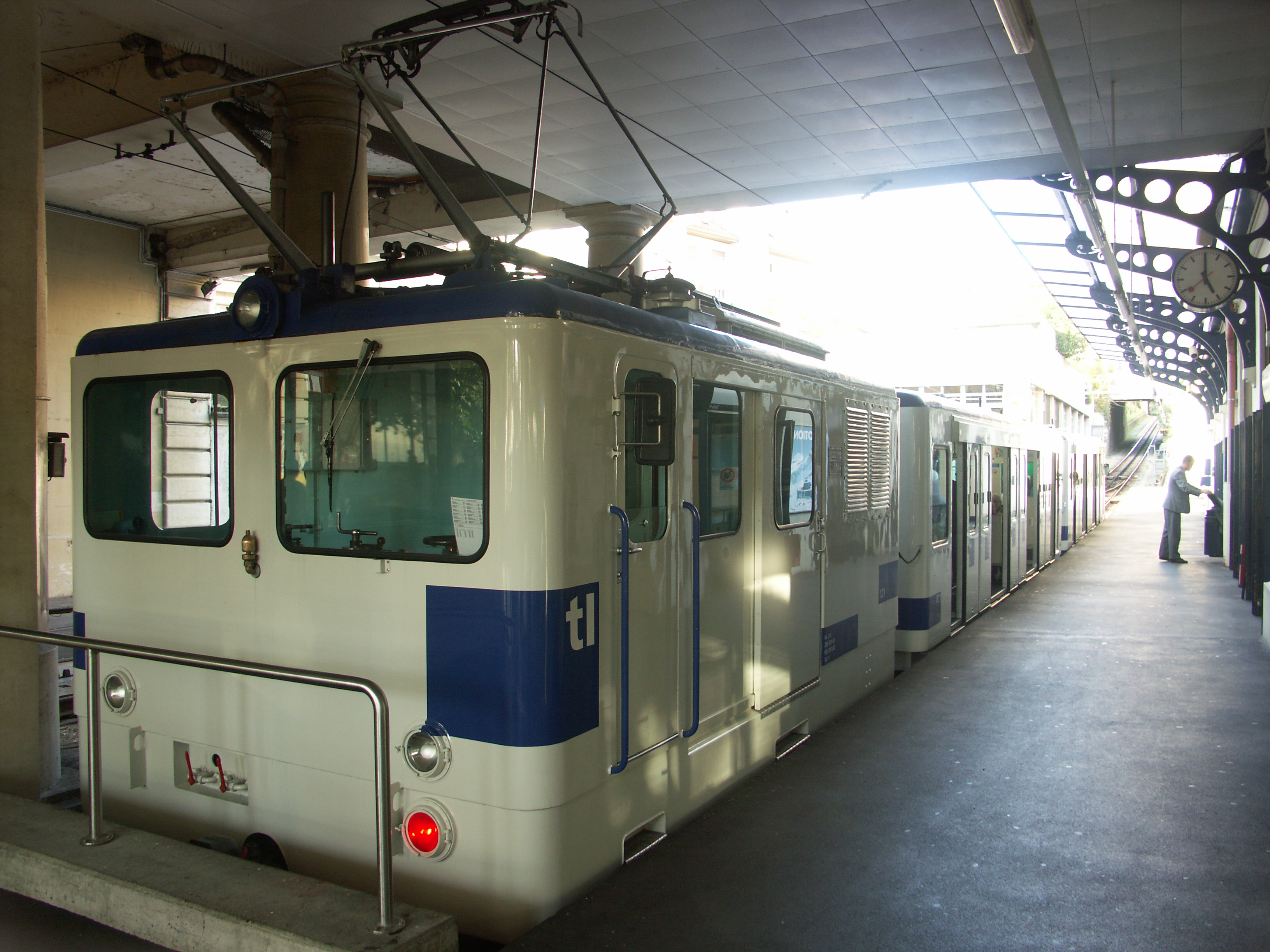
Le Lausanne-Ouchy.

Dès 1957, l'idée de prolonger le Lausanne-Ouchy est évoquée et, en 1973, un prolongement du Lausanne-Ouchy par les voies du LEB est même proposé,. En 1984 la ligne est rachetée par la ville de Lausanne qui en confie l'exploitation aux Transports publics de la région lausannoise, qui n'est autre que l'ancienne Société des tramways lausannois, concurrente de la compagnie du Lausanne-Ouchy dès 1896. En 1987, deux hypothèses de prolongement du LO sont étudiées, vers la Blécherette ou vers le CHUV et Épalinges, qui conduira au choix du second tracé. Le premier est repris par le projet de ligne M3.
Les années 1970 voient apparaître une autre problématique, la desserte du campus de Dorigny à Écublens, accueillant l'UNIL et l'EPFL et inauguré à la fin des années 1960, et qui voit sa population augmenter rapidement au fil des ans tandis que la desserte en transport en commun, assurée par autobus, est insuffisante,. Les études réalisées durant les années 1980 conduisent à la création d'une ligne de chemin de fer entre le Flon, le campus, la gare de Renens et une seconde branche vers Morges qui ne verra finalement jamais le jour. La construction de cette ligne de métro léger, baptisée Tramway du sud-ouest lausannois, débute en 1988 et la ligne est inaugurée le 24 mai 1991 et mise en service le 2 juin suivant,,,. Elle est connectée au Lausanne-Ouchy à la station Lausanne-Flon, terminus commun aux deux lignes. Cette nouvelle ligne est un succès et arrive rapidement à saturation, obligeant à peine quatre ans après sa mise en service à commander des rames supplémentaires.

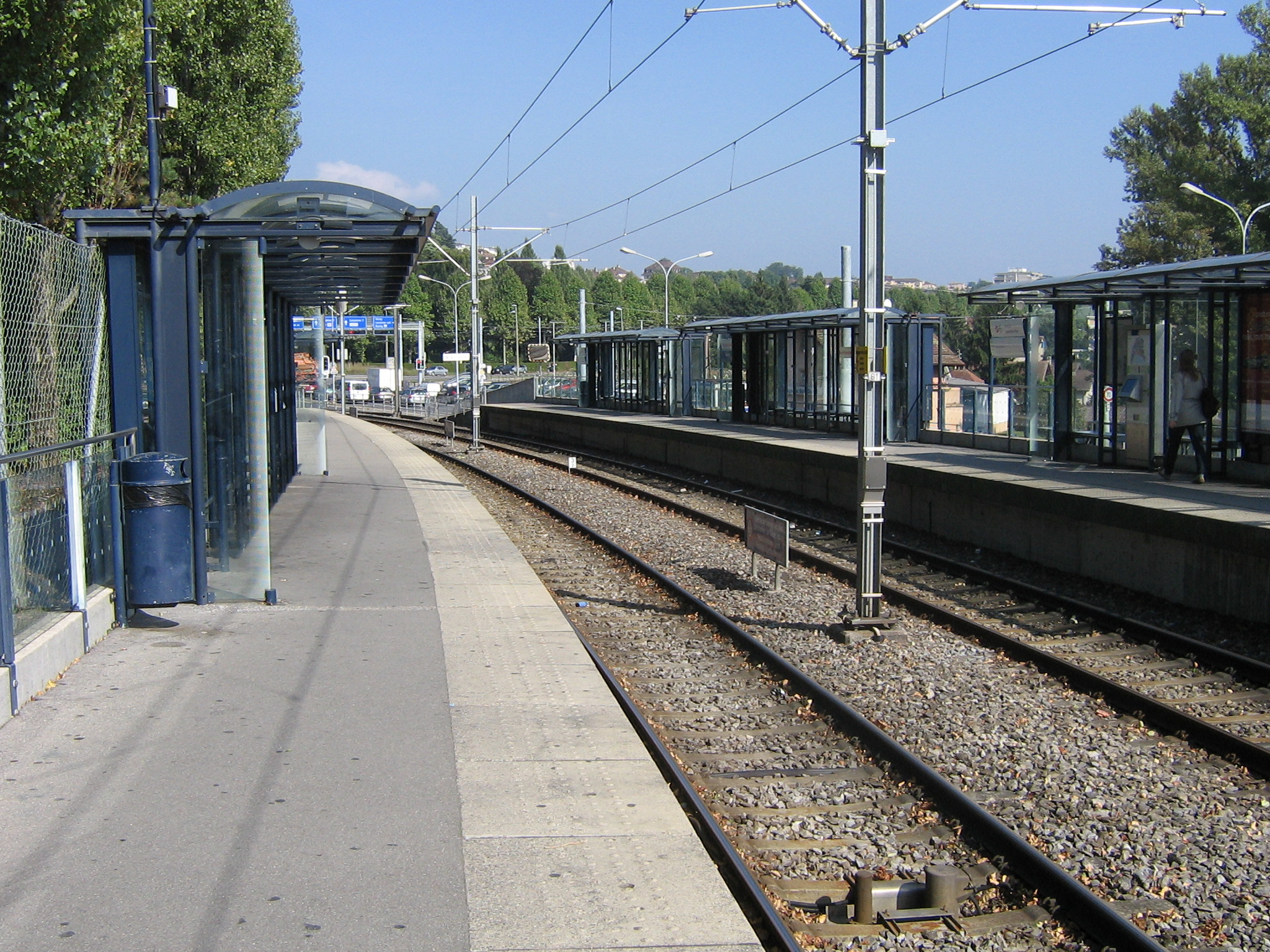
La station Bourdonnette, sur la ligne M1.

Du côté de la ligne à crémaillère, une étude est lancée par le canton de Vaud pour non seulement prolonger mais aussi moderniser la ligne, le matériel et les pièces détachées étant spécifiques et introuvables ; elle valide aussi le tracé Ouchy-Épalinges,. En 1997, il est annoncé que le chemin de fer à crémaillère laissera place à un métro sur pneumatiques automatique qui sera réalisé par Alstom, qui l'emporte face à une offre inspirée de la technologie du SkyTrain de Vancouver,,.
En octobre 2000, pendant la campagne de communication du Conseil d'État durant l'enquête publique de la seconde ligne, il est annoncé que le TSOL devient la ligne M1 du métro, tandis que le Lausanne-Ouchy deviendra la ligne M2. Les problèmes financiers du canton de Vaud ont failli provoquer l'abandon du projet en 2001, sauvé entre autres par la votation populaire de 2002 sur la participation du canton au financement, qui voit les Vaudois l'approuver à une large majorité, et le changement de majorité au Conseil d'État qui déclare le projet essentiel au canton,.

### Construction et mise en service du M2

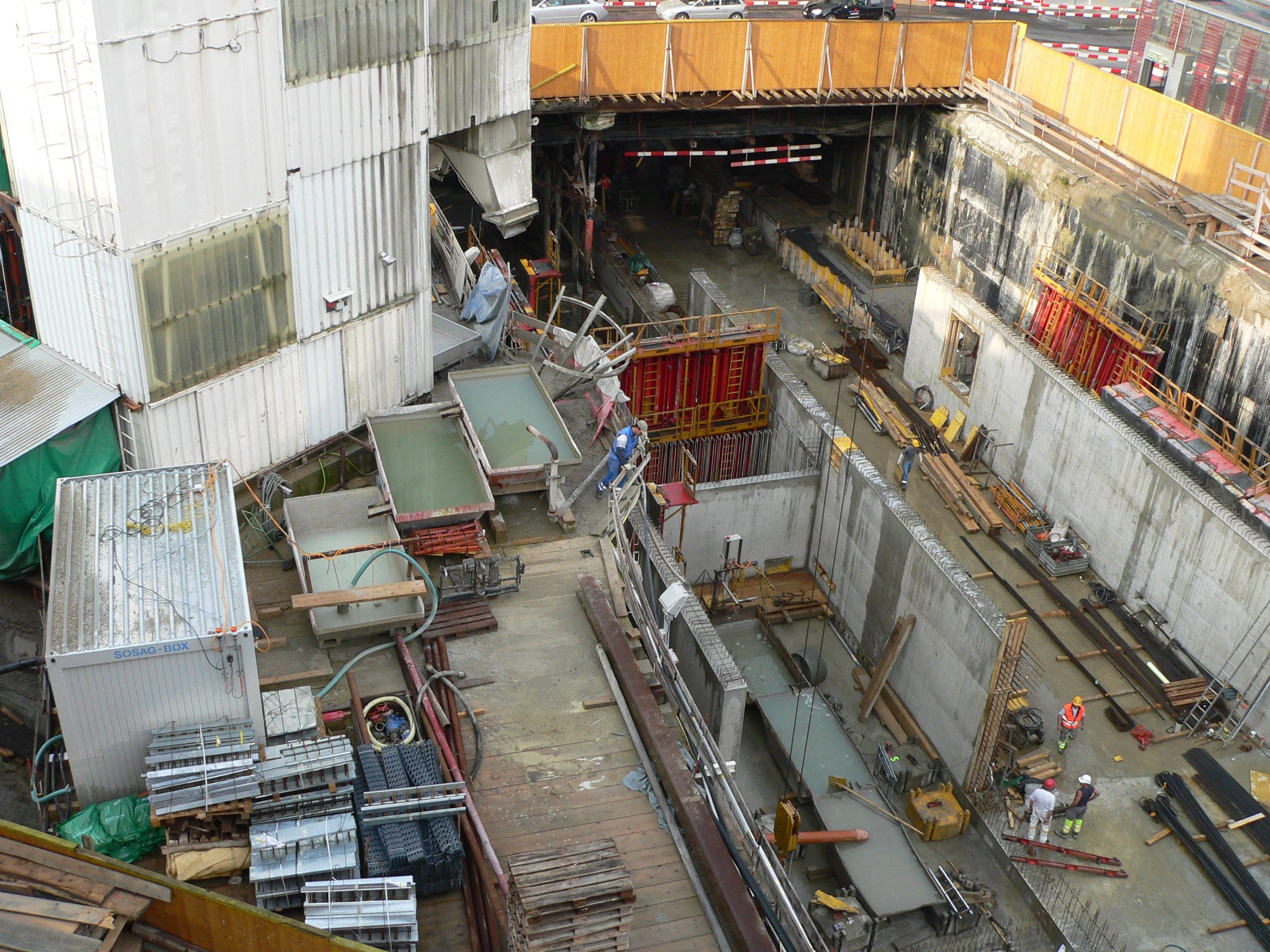
Construction de la ligne M2.

Les travaux du M2 débutent en février 2004 par la partie entièrement nouvelle, la première pierre est posée au mois de juin, avec un an de retard,. Il est marqué en février 2005 par l'effondrement de la voûte du tunnel en plein centre-ville, manquant de peu d'emporter l'immeuble situé juste au-dessus,,. Les travaux de la partie sud débutent après la fermeture définitive du Lausanne-Ouchy le 22 janvier 2006. Les travaux sont achevés en juillet 2008 et la ligne est inaugurée le 18 septembre suivant puis mise en service le 27 octobre,,,,. Comme pour le M1 en son temps, la ligne est victime de son succès, obligeant dès 2013 à revoir l'aménagement intérieur des rames et à augmenter le nombre de rames en ligne,. D'autres mesures sont prises en 2016 avec une modification du pilotage automatique permettant de réduire le temps de parcours et d’augmenter la capacité horaire de la ligne.
En 2012, les sociétés propriétaires de chaque ligne (Tramway du Sud-Ouest Lausannois SA et Métro Lausanne-Ouchy SA) sont radiées du registre du commerce. Leurs actifs sont repris par les TL, qui sont désormais à la fois propriétaire et exploitant du réseau,.

## Réseau actuel

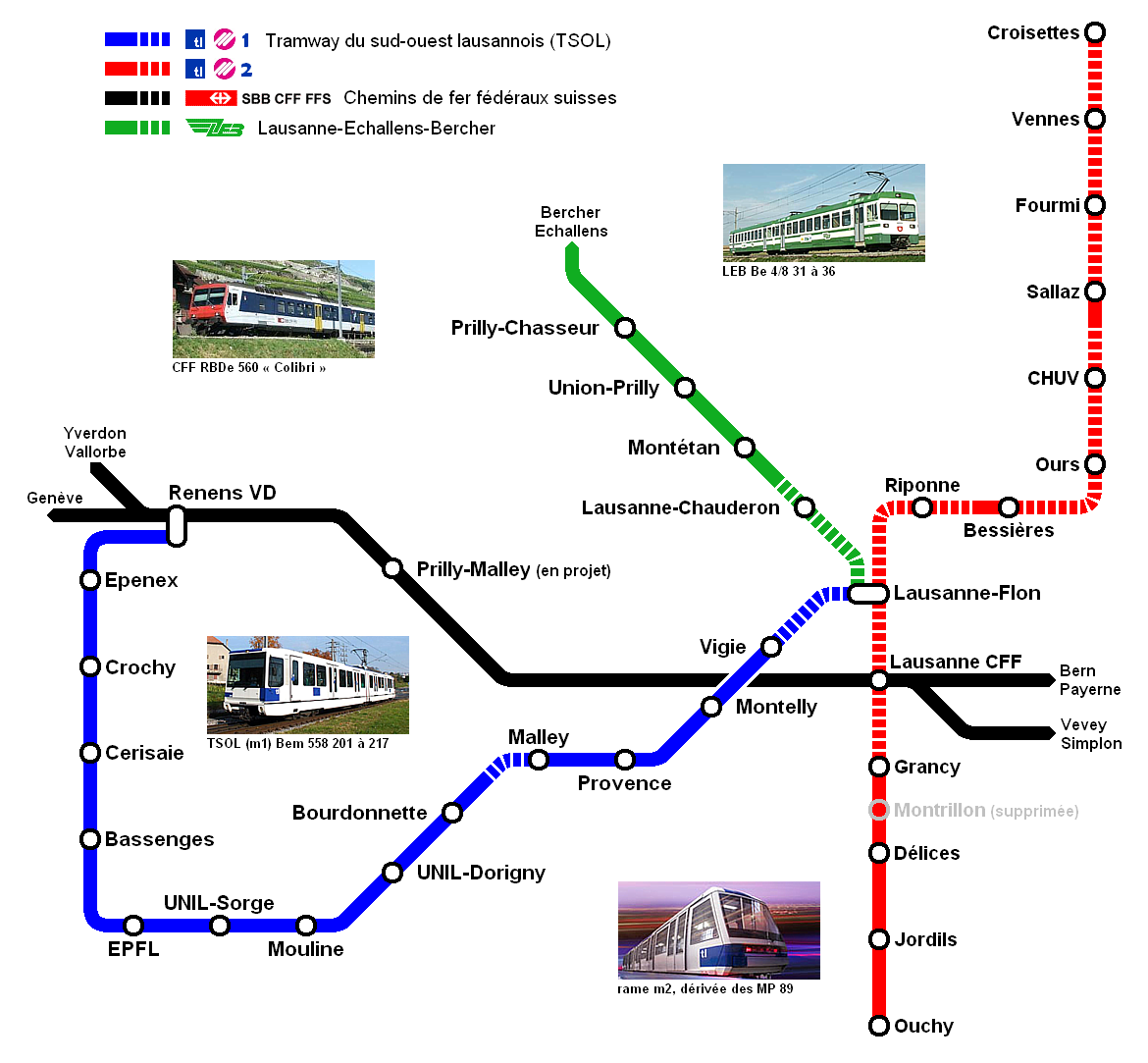
Schéma des transports ferroviaires urbains de Lausanne.

### Présentation du réseau
Le réseau lausannois, long de 13,7 kilomètres, est composé de deux lignes desservant au total 28 stations dont une seule commune aux deux lignes, Lausanne-Flon, terminal souterrain connecté à la gare de Lausanne-Flon et situé au cœur de la ville de Lausanne. La gare CFF de Lausanne, qui dessert les liaisons ferroviaires nationales et internationales, est située à 400 mètres en contrebas et accessible directement par la ligne M2 via la station Lausanne-Gare. Le port d'Ouchy est également accessible par la ligne M2.
Chacune des lignes possède des caractéristiques qui lui sont propres, les rendant incompatibles entre elles : la ligne M1, ouverte en 1991 sous le nom TSOL, est un métro léger inspiré du tramway d'Utrecht aux Pays-Bas, tandis que la ligne M2, ouverte en 2008, est un métro sur pneumatiques automatisé et étroitement dérivé des technologies utilisées sur la ligne 14 du métro de Paris. Cette dernière remplace l'ancienne ligne de chemin de fer à crémaillère Lausanne-Ouchy ouverte en 1877, exploitée en tant que funiculaire jusqu'en 1958 et fermée en 2006.

Les lignes du métro de Lausanne
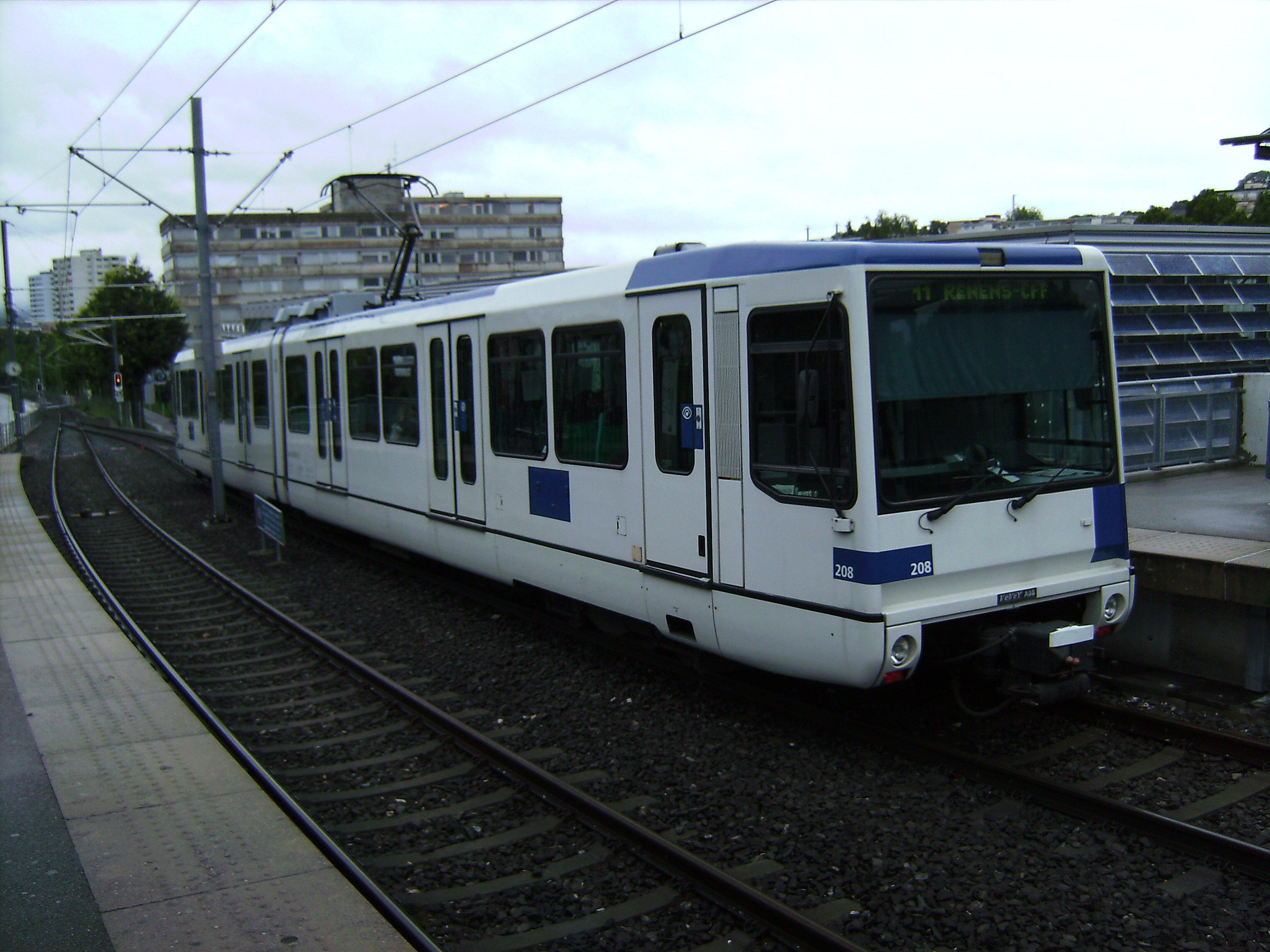
Ligne M1.
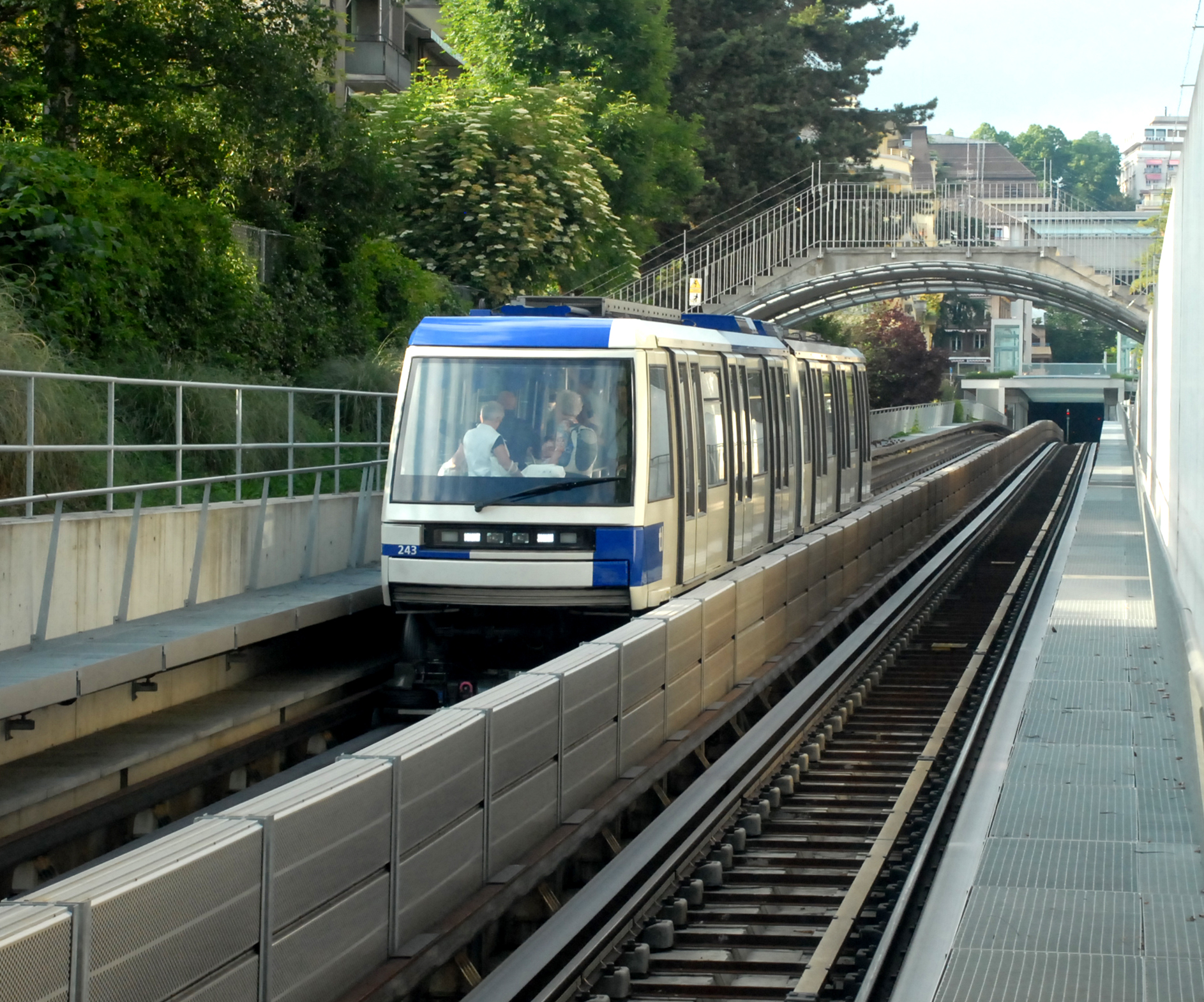
Ligne M2.

#### Lignes en service
| Ligne      | Parcours                     | Mise en service | Longueur (en km) | Nombre de stations | Matériel              | Nb de Rames en pointe | Nb total de rames | Millions de voyageurs (2017) |
| ---------- | ---------------------------- | --------------- | ---------------- | ------------------ | --------------------- | --------------------- | ----------------- | ---------------------------- |
| (M) · (M1) | Lausanne-Flon ↔ Renens-Gare  | 1991            | +007,8           | 15                 | TL Bem 4/6, TL Be 4/6 | N.C.                  | 22                | +013,4                       |
| (M) · (M2) | Ouchy-Olympique ↔ Croisettes | 2008            | +006,            | 14                 | Be 8/8 TL             | 16                    | 18                | +030,1                       |

#### Identité visuelle
Lors de l'ouverture de la ligne M2, une nouvelle identité visuelle a été mise en place, et un logo « commun » aux deux lignes a vu le jour. De couleur magenta, sa signification est la suivante : la lettre M (pour métro) est stylisée sous forme de trois barres obliques se référant à la fois à la fréquence élevée de la ligne M2 et à la topographie lausannoise particulièrement escarpée. Le cercle rappelle le tunnel et le fait que les barres interrompent le cercle et « ouvrent » le logo rappellent quant à elles le fait que le métro s'inscrit dans un réseau plus vaste intégrant d'autres modes de transports. Chaque ligne est identifiée par ce logo suivi d'un autre comprenant le numéro entouré d'un cercle ouvert, là encore pour rappeler la notion de complémentarité des modes de transport, le tout de couleur bleu (voir la section Lignes en service pour un exemple d'usage).
Auparavant, le M1 utilisait un M noir surplombant une barre bleue horizontale, le Lausanne-Ouchy utilisait quant à lui une variante avec une barre rouge.

Logo de réseau depuis 2009.
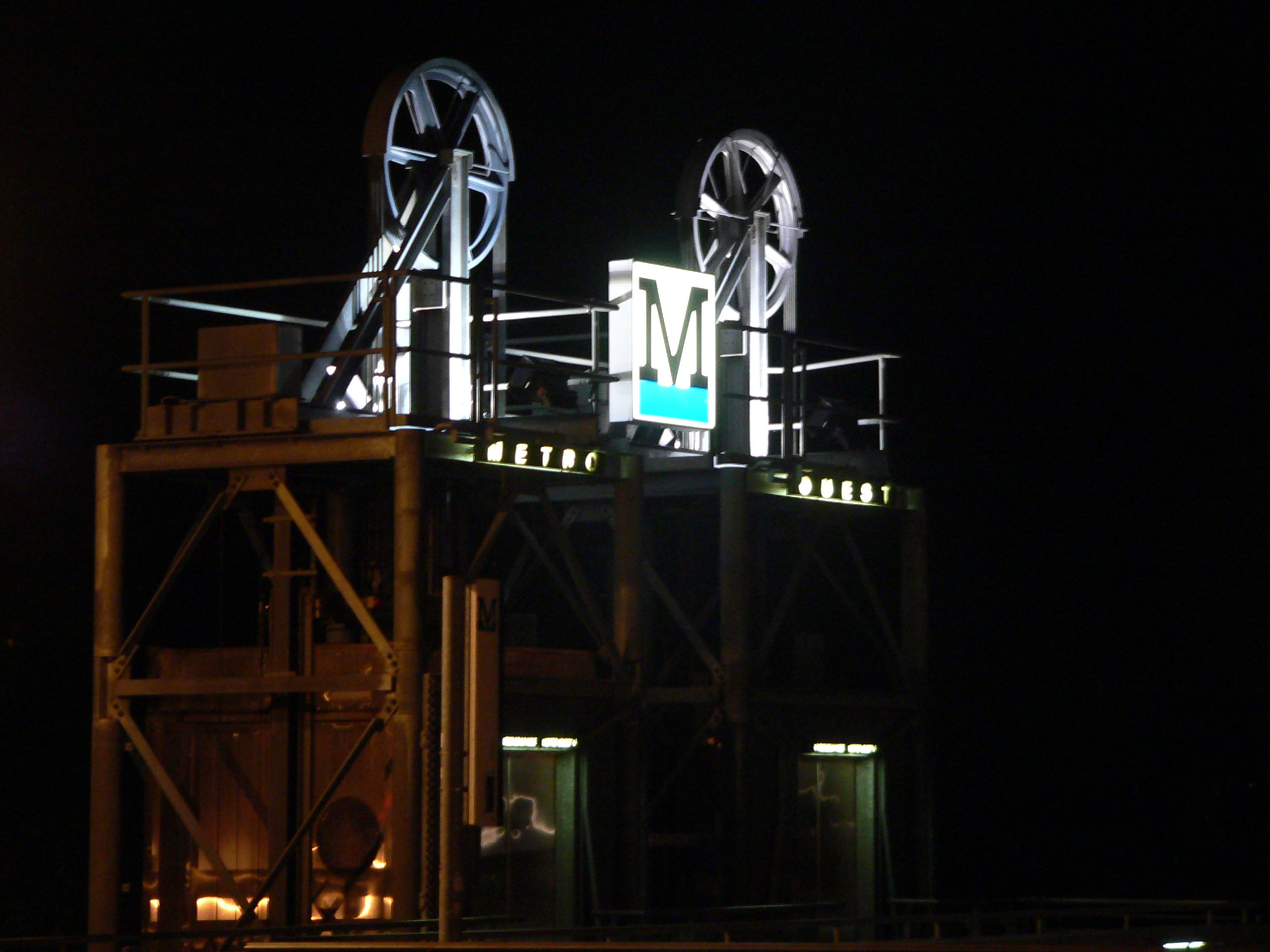
Ancien logo de la ligne M1, ici sur un ascenseur de la station Vigie.
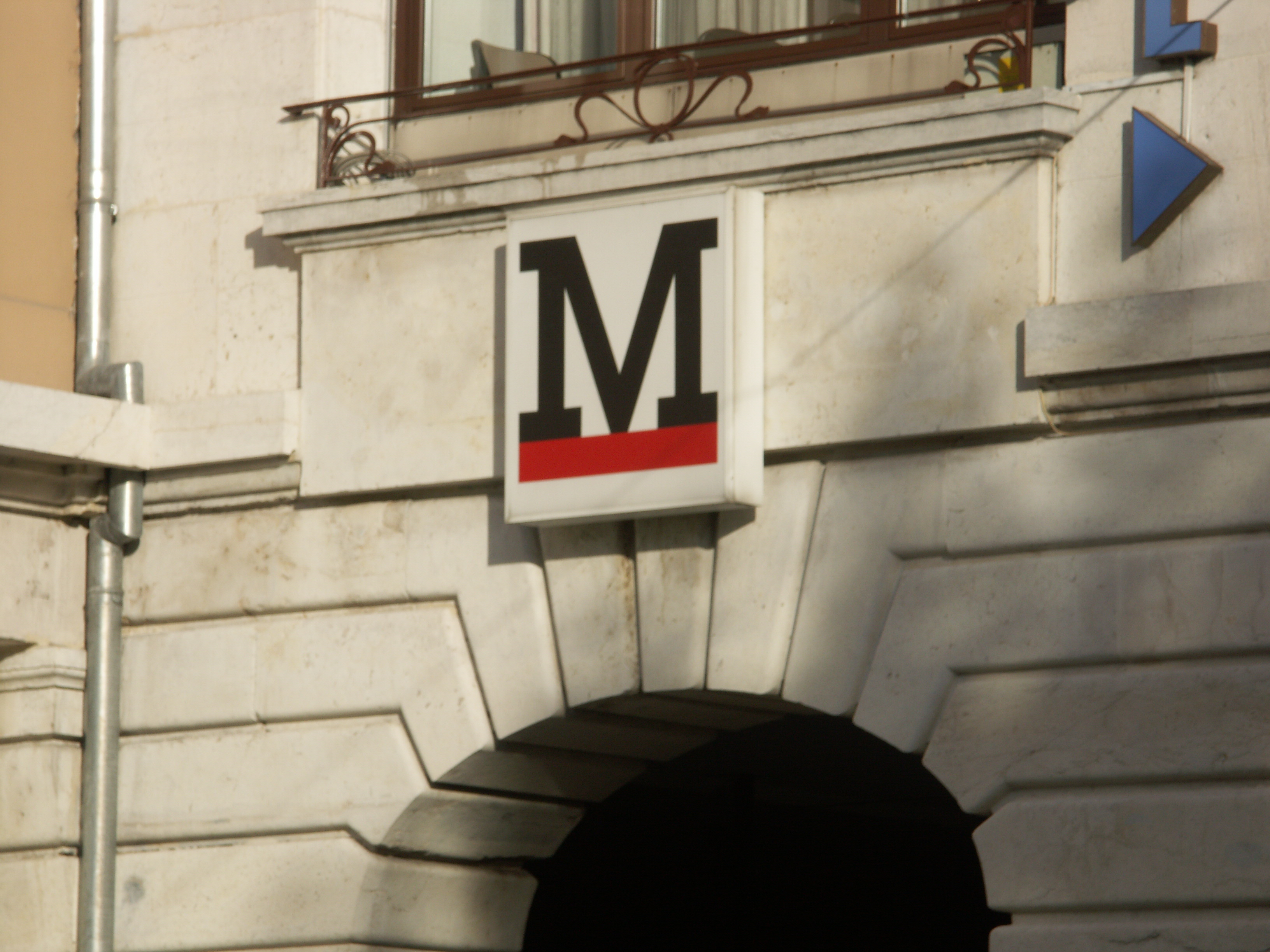
Ancien logo du Lausanne-Ouchy, ici sur l'entrée de la station Ouchy.

#### Stations
Depuis 2008, le réseau est composé de 28 stations, 29 si on compte double l'unique station commune aux deux lignes (Lausanne-Flon), dont les caractéristiques diffèrent selon les lignes. Si les stations du M1 sont majoritairement aériennes et pour la plupart en double voie afin de servir de points de croisement, la ligne étant à voie unique, celles de la ligne M2 sont toutes souterraines et équipées de portes palières.

Les stations du métro de Lausanne
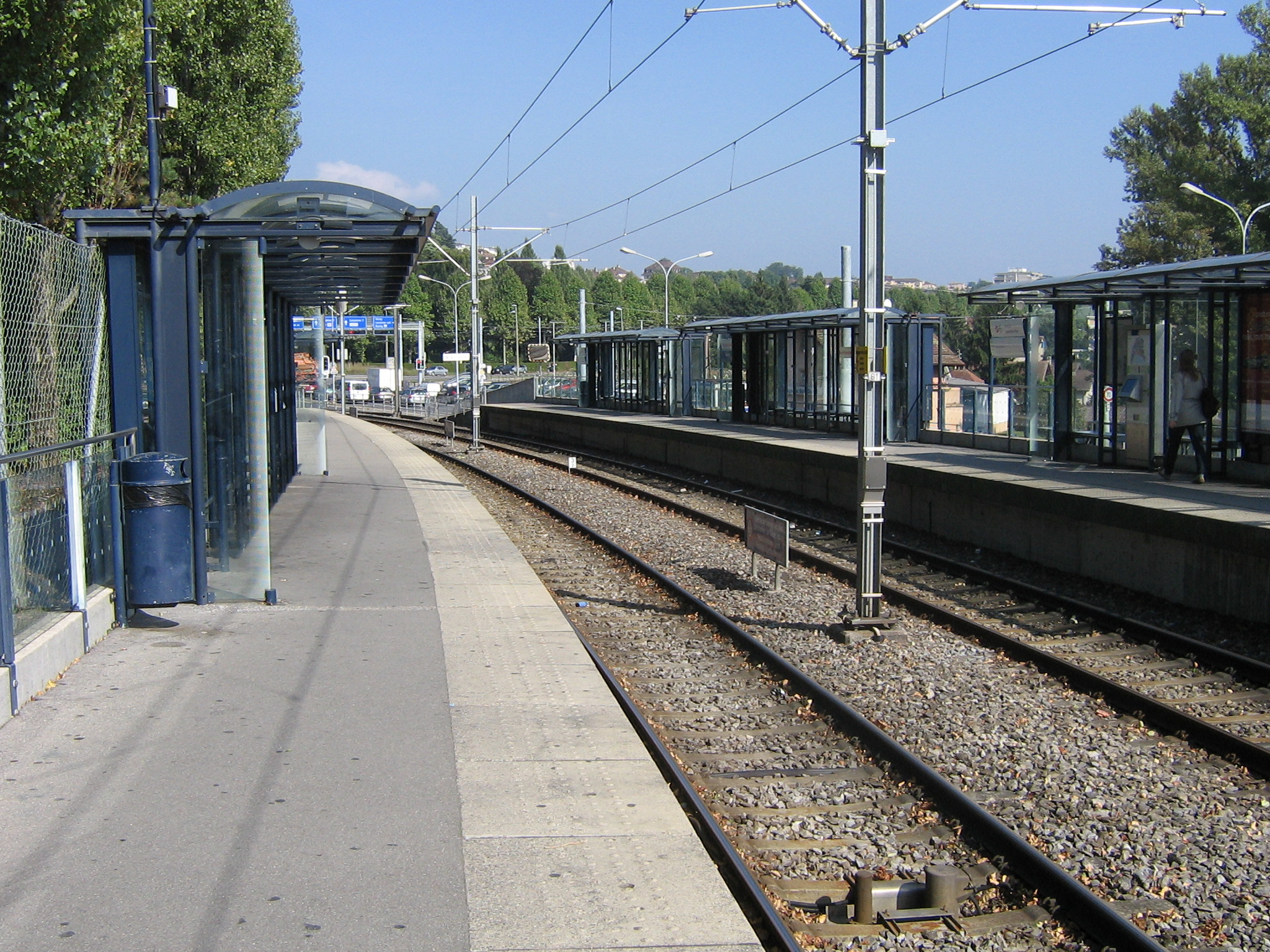
Bourdonnette (ligne M1).
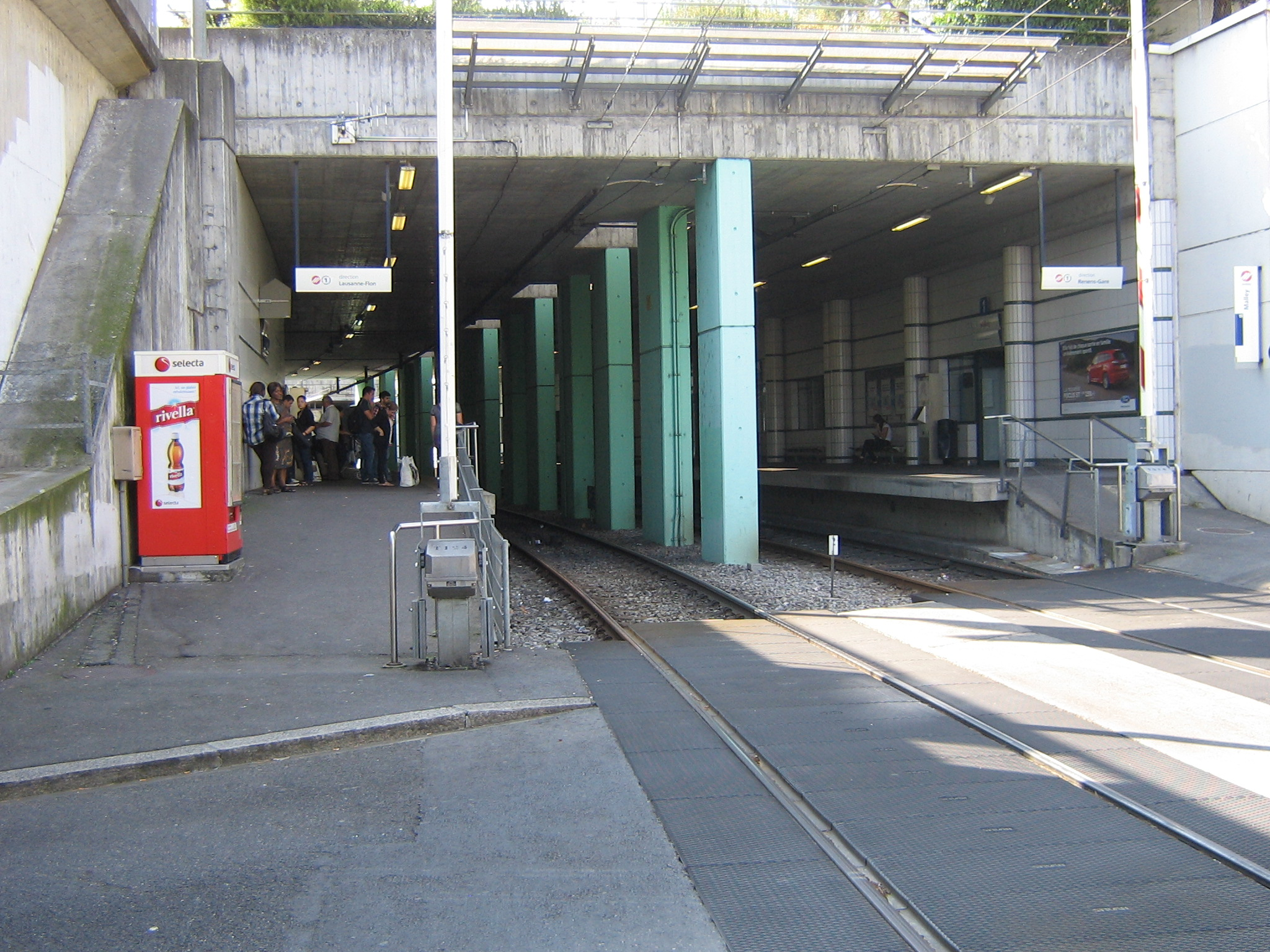
Malley (ligne M1).
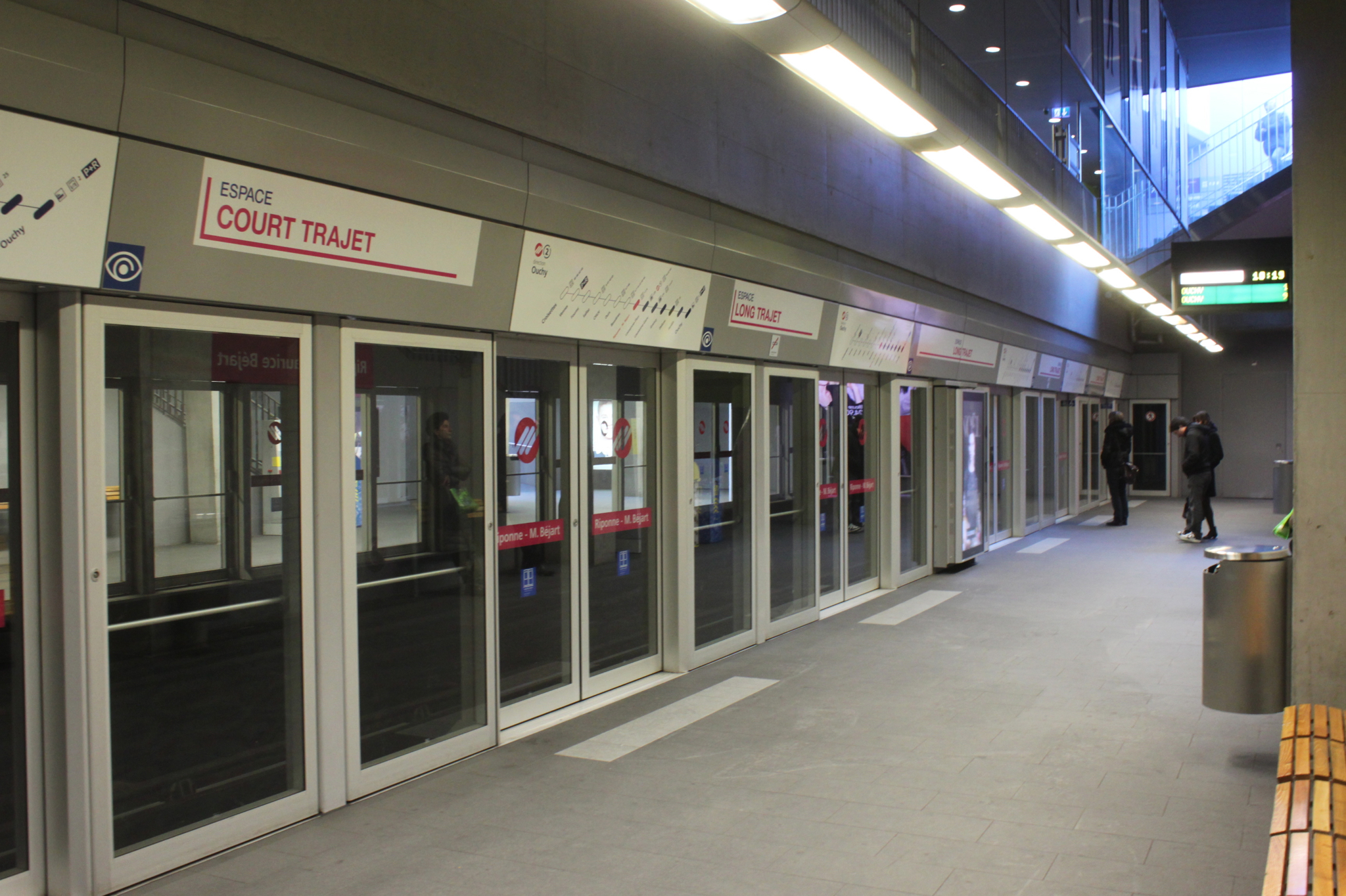
Riponne-Maurice Béjart (ligne M2).
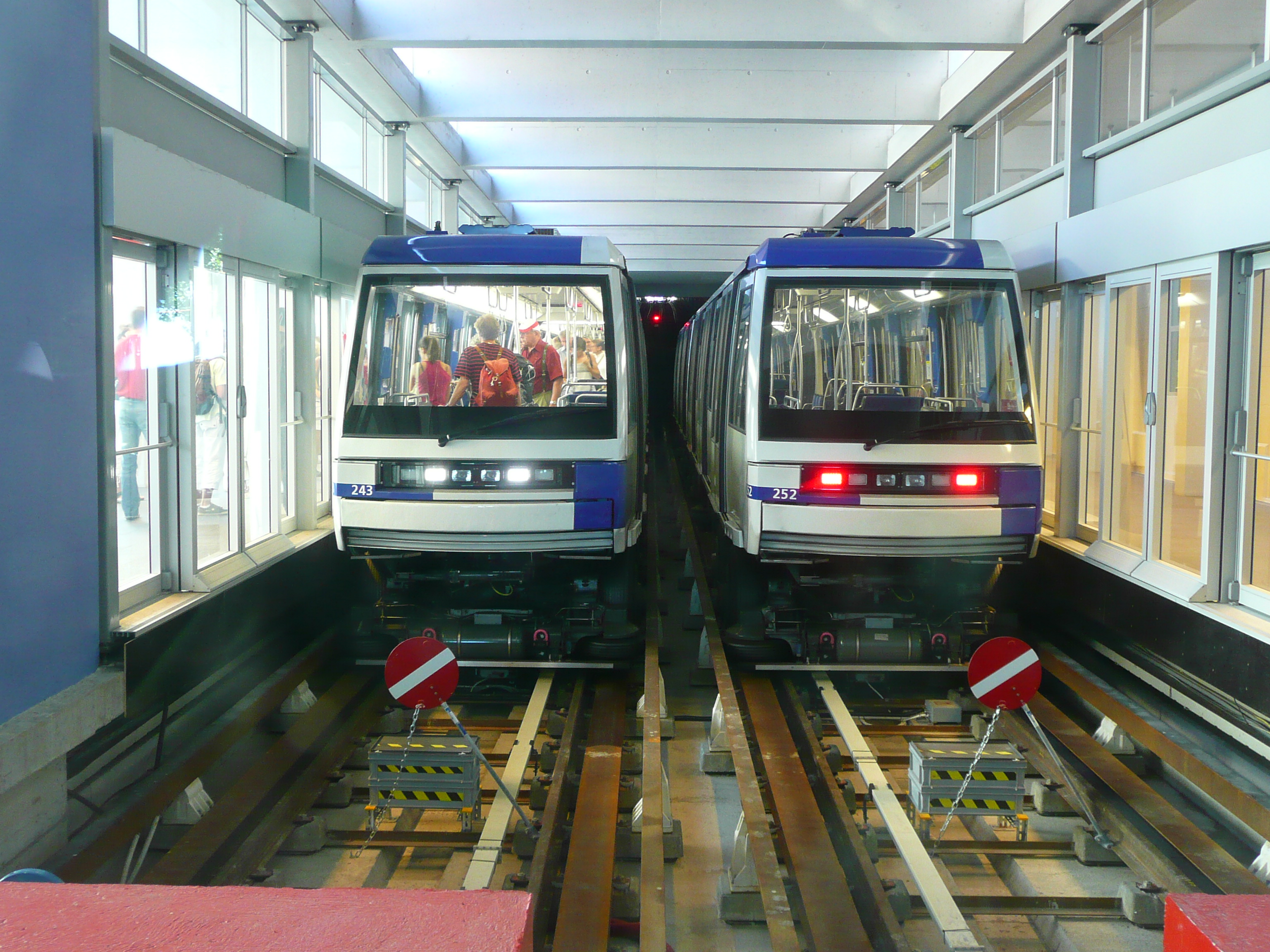
Ouchy-Olympique (ligne M2).

### Exploitation

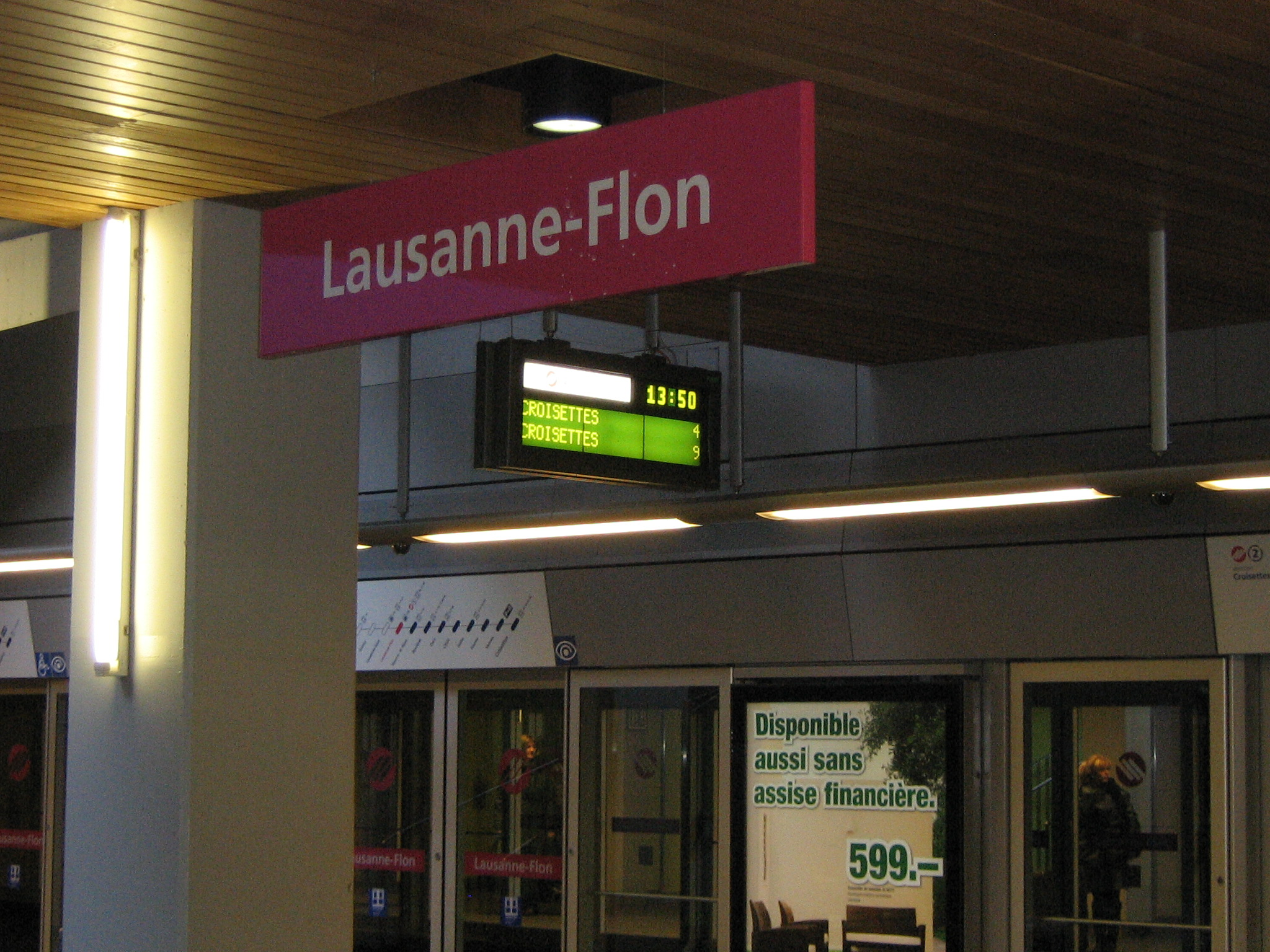
Signalétique et borne d'information aux voyageurs à la station Lausanne-Flon.

L'exploitation, l'entretien et la maintenance du réseau sont assurés par les Transports publics de la région lausannoise (TL), une Société anonyme fondée en 1894 qui avait pour but initial d'exploiter l'ancien tramway de Lausanne (1896-1964), et qui exploite depuis les réseaux de trolleybus et d'autobus. Elle devient en 1984 l'exploitant du Lausanne-Ouchy et est l'exploitant des deux lignes actuelles depuis leur ouverture.
Elle est aussi, depuis 2012, concessionnaire et propriétaire des infrastructures des deux lignes après sa fusion avec les deux compagnies existantes, à savoir Tramway du Sud-Ouest Lausannois SA pour la ligne M1 et Métro Lausanne-Ouchy SA pour la ligne M2,, cette dernière était la compagnie concessionnaire du Lausanne-Ouchy depuis son ouverture en 1877 et l'ancien exploitant de la ligne jusqu'en 1984.

#### Horaires et fréquences
Les deux lignes fonctionnent tous les jours sans exception et commencent leur service en semaine vers 5 h 15 du matin et le finissent le lendemain vers 0 h 45 du matin,,,. Chaque ligne possède des variations de son amplitude selon les jours de la semaine : La ligne M1 commence son service plus tard les dimanches et jours fériés, vers 5 h 50 du matin environ, tandis que pour la ligne M2, elle finit son service à 1 h du matin les vendredis et samedis soir,,,.
La fréquence en heures de pointe en semaine, et hors période de vacances universitaires pour la ligne M1, est de 5 minutes pour cette dernière et de 2,5 minutes pour la ligne M2 sur son tronçon central, le plus chargé, entre Lausanne-Gare et Sallaz et de 4,45 minutes sur le reste de la ligne,,,.

#### Fréquentation

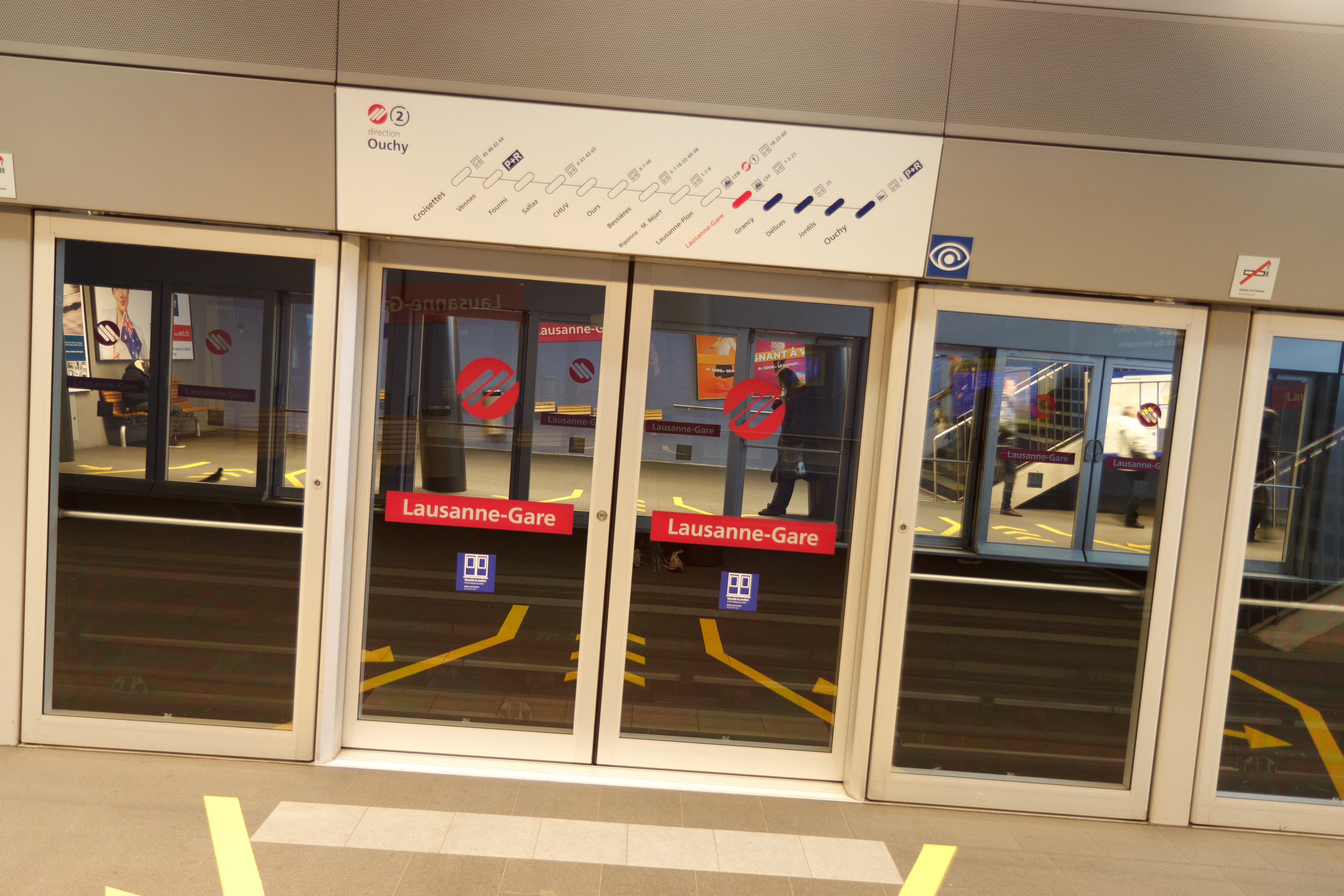
Porte palière à la station Lausanne-Gare (la photo montre la déclivité importante à cette station).

La fréquentation du réseau augmente de façon régulière, en particulier sur la plus fréquentée des deux lignes, la M2 (31,460 millions en 2017 contre 13,896 pour la ligne M1). Les chiffres donnés ci-dessous avant 2008 n'intègrent que la seule ligne M1 en l'absence de données précises pour l'ancienne ligne Lausanne-Ouchy, dont la fréquentation annuelle était stabilisée autour de 6,7 millions de voyageurs après un pic à 9,5 millions en 1964.
| Année                              | 1991 | 1992 | 1995 | 2000 | 2008   | 2009   | 2010   | 2011   | 2012   | 2013   | 2014   | 2015   | 2016   | 2017   | 2018   | 2019   | 2020   | 2021   | 2022   |
| Nombre de voyageurs (en millions), | 7,4  | 8,2  | 8,3  | 9,8  | 12,788 | 33,372 | 36,207 | 38,183 | 40,395 | 40,787 | 40,447 | 41,021 | 42,049 | 43,557 | 45,356 | 47,241 | 31,337 | 35,276 | 46,700 |

#### Tarification
Le réseau est situé sur les zones 11 et 12 de la communauté tarifaire Mobilis Vaud. La tarification est identique à celle des autres lignes des transports publics de la région lausannoise et du canton de Vaud en général, un billet unitaire une zone plein tarif coûte 3 CHF, 3,70 CHF pour deux zones.

#### Parc relais
Deux parc relais sont situés immédiatement le long du métro, un par ligne. Le premier est celui de la station Bourdonnette, à l'ouest de la ville sur la ligne M1, d'une capacité de 250 places. Le second est celui de la station Vennes, au nord de la ville sur la ligne M2, d'une capacité de 1 150 places. À proximité de cette même ligne existe un troisième parc d'une capacité de 289 places, situé à quelques minutes du terminus sud, Ouchy-Olympique.

#### Service de substitution
Un métrobus, une desserte de substitution en surface par autobus d'une ligne de métro, est prévu en cas d'interruption totale ou partielle du service pour travaux ou incident prolongé. Ces arrêts sont généralement situés à proximité immédiate d'une des sorties de la station de métro. La tarification est identique à celle du métro.

### Matériel roulant
Chaque ligne possède un matériel roulant qui lui est propre et qui est incompatible avec l'autre.
| Matériel   | Mise en service | Constructeur    | Nombre de rame | Type        | Alimentation | Conduite    | Roulement | Ligne desservie | Illustration |
| ---------- | --------------- | --------------- | -------------- | ----------- | ------------ | ----------- | --------- | --------------- | ------------ |
| TL Bem 4/6 | 1991 - 1995     | ABB, ACMV, DÜW  | 17             | Métro léger | Caténaire    | Conducteur  | Fer       | (M) · (M1)      |              |
| TL Be 4/6  | 2013 - 2015     | Bombardier, MOB | 5              | Métro léger | Caténaire    | Conducteur  | Fer       | (M) · (M1)      |              |
| Be 8/8 TL  | 2008            | Alstom          | 18             | Métro       | 3ème rail    | Automatique | Pneu      | (M) · (M2)      |              |

La ligne M1 est exploitée à l'aide de vingt-deux rames de métro léger de deux types aux caractéristiques quasi identiques : dix-sept TL Bem 4/6 numérotées de 201 à 217 et cinq TL Be 4/6 numérotées de 218 à 222 dont la principale différence technique réside dans l'absence de moteur thermique auxiliaire sur les secondes. La ligne M2 utilise de son côté dix-huit rames de métro sur pneumatiques et automatique de type Be 8/8 TL, étroitement dérivées des MP 89 du métro de Paris, numérotées de 241 à 258.
Chaque ligne possède en conséquence son propre garage-atelier : celui de la ligne M1 est situé à Écublens à côté de la station EPFL, celui de la ligne M2 est situé à Lausanne à côté de la station Vennes.

## Projets de développement
Le développement du métro lausannois s'inscrit dans le projet Axes forts qui intègre aussi le nouveau tramway et les bus à haut niveau de service.

### Désaturation de la ligne M1
La ligne M1, surchargée dès son ouverture et qui arrive à saturation durant les années 2010, devrait être restructurée à l'horizon 2030, date de fin de vie du matériel roulant. La ligne est pénalisée par sa voie unique et ses nombreux passages à niveau. Sa fréquence en heures creuses sera augmentée à une échéance encore indéterminée.

### Désaturation de la ligne M2 et création d'une ligne M3
La ligne M2, surchargée dès son ouverture, va être équipée de trois rames supplémentaires en 2017, permettant de passer de 5 600 à 7 000 voyageurs par heure. À plus long terme, le problématique tronçon à voie unique sera réglé, en lien avec la création de la ligne M3 entre la gare de Lausanne, le Palais de Beaulieu et la Blécherette où un nouveau quartier de 13 000 habitants et emplois est prévu dans le cadre du projet Métamorphose de la ville de Lausanne.
Il prévoit de réaffecter l'actuel tunnel entre les stations Lausanne-Gare et Lausanne-Flon ainsi que la première station à la nouvelle ligne tandis que la ligne M2 profitera d'un nouveau tunnel entièrement à double voie et d'une nouvelle station sous la gare. La première phase du M3, entre les deux stations pré-citées, est annoncée pour 2025, le tronçon jusqu'à la Blécherette est prévu dans un second temps.
La section vaudoise de la communauté d'intérêts pour les transports publics (Citrap-Vaud) propose même de créer à l'horizon 2030 une 4e ligne qui utiliserait le tunnel ferroviaire reliant la gare de Lausanne-Sébeillon à l'usine de traitement des déchets Tridel. Cette ligne relierait, sur un axe est-ouest contournant Lausanne par le nord, la station EPFL à Chailly via  le tracé  de la ligne M1 jusqu'à Provence puis bifurquerait vers la gare de Prilly-Malley, la gare de Lausanne-Chauderon, le quartier de La Pontaise et la station Sallaz de la ligne M2. La ligne, qui serait à voie unique en raison du tunnel Tridel, nécessiterait l'adaptation de ce dernier pour un coût que la Citrap estime à 75 millions de francs.